# Auburn (Massachusetts)
Auburn város az USA Massachusetts államában, Worcester megyében. Lakosainak száma 16 889 fő (2020. április 1.).

## Népesség
A település népességének változása:

| 2010 | 16 188 |
| 2020 | 16 889 |